# Маслачак (род)
Маслачак (лат. Taraxacum) је род биљака из породице главочика (Asteraceae). Маслачак обухвата вишегодишње зељасте биљке са жутим цветним главицама сложеним из великог броја цевастих и језичастих цветова.

## Станиште и распрострањеност
Маслачак успешно расте на свим земљиштима, али му највише одговарају влажне ливаде. Маслачак је веома распрострањен. Налази се на ливадама и травњацима, по пустим местима и напуштеним њивама, поред путева и око насеља.
Првобитно настао на просторима Евроазије, данас је распрострањен и у Северној Америци, јужним деловима Африке, Новом Зеланду, Аустралији и Индији. Настањен је у свих 50 држава САД и већини канадских региона. На територији Балкана најчешће се среће врста Taraxacum officinale. Две врсте су присутне широм света, T.&nbsp;officinale и T.&nbsp;erythrospermum, где су уведене из Европе и сад се пропагирају као дивље цвеће. Обе врсте су јестиве.

## Галерија
- цвет
- популација маслачака
- маслачак као коров
- цваст главица
- плодови
- цвет